# Троицкое (городской округ Мытищи)
Троицкое — село в городском округе Мытищи Московской области России. Население — 136 чел. (2010).

## География
Расположено на севере Московской области, в юго-западной части Мытищинского района, примерно в 13 км к северо-западу от центра города Мытищи и 8 км от Московской кольцевой автодороги, на берегу Клязьминского водохранилища системы канала имени Москвы. В 3 км к западу от села проходит Дмитровское шоссе А104.
В селе 25 улиц, 4 переулка и 1 тупик. Ближайшие населённые пункты — деревни Новоалександрово, Чиверёво, посёлки Новоалександрово и Поведники. Связано автобусным сообщением с районным центром и городом Москвой.

## Население
| 1852 | 1859 | 1890 | 1899 | 1926 | 2002 | 2010 |
| ---- | ---- | ---- | ---- | ---- | ---- | ---- |
| 147  | ↗172 | ↘128 | ↗194 | ↗264 | ↘81  | ↗136 |

## История
XVII—XVIII вв.
В 1653 году на пустоши Иванишковой была построена деревянная церковь во имя Живоначальной Троицы, по которой эта местность стала именоваться селом Троицким.
В 1667 году селом владел князь Яков Никитич Одоевский, который отдал его в качестве приданого за свою дочь Марфу князю Михаилу Яковлевичу Черкасскому. От него в начале XVIII века Троицкое перешло дочери, княгине Ирине Михайловне — жене князя Якова Фёдоровича Долгорукова, а затем к их дочери Анне Яковлевне — жене Алексея Петровича Шереметева.
В 1722 году владельцем села стал родной дядя Анны Яковлевны — князь Алексей Михайлович Черкасский.
XIX—XX вв.
В середине XIX века село относилось ко 2-му стану Московского уезда Московской губернии и принадлежало графу Шереметеву, в селе было 25 дворов, 1 церковь, крестьян 44 души мужского пола и 51 душа женского, дворовых 26 мужского пола и 26 женского.
В «Списке населённых мест» 1862 года — владельческое село Московского уезда по левую сторону Ольшанского тракта (между Ярославским шоссе и Дмитровским трактом), в 20 верстах от губернского города и 7 верстах от становой квартиры, при реке Клязьме, с 25 дворами, православной церковью и 172 жителями (67 мужчин, 105 женщин).
По данным на 1899 год — административный центр Троицкой волости Московского уезда с 194 жителями, в селе располагалось волостное правление.
В 1913 году — 32 двора, церковно-приходская школа, волостное правление, подносное заведение, кирпичный завод и трактир.
По материалам Всесоюзной переписи населения 1926 года — центр Троицкого сельсовета Коммунистической волости Московского уезда в 5 км от станции Хлебниково Савёловской железной дороги, проживало 264 жителя (118 мужчин, 146 женщин), насчитывалось 79 хозяйств, из которых 76 крестьянских, имелась школа.
С 1929 года — населённый пункт в составе Коммунистического района Московского округа Московской области. Постановлением ЦИК и СНК от 23 июля 1930 года округа как административно-территориальные единицы были ликвидированы.
Административная принадлежность
1929—1935 гг. — центр Троицкого сельсовета Коммунистического района.
1935—1939 гг. — центр Троицкого сельсовета Мытищинского района.
1939—1954 гг. — центр Троицкого сельсовета Краснополянского района.
1954—1959 гг. — село Виноградовского сельсовета Краснополянского района.
1959—1960 гг. — село Виноградовского сельсовета Химкинского района.
1960—1963, 1965—1994 гг. — село Виноградовского сельсовета Мытищинского района.
1963—1965 гг. — село Виноградовского сельсовета Мытищинского укрупнённого сельского района.
1994—2006 гг. — село Виноградовского сельского округа Мытищинского района.
2006—2015 гг. — село городского поселения Мытищи Мытищинского района.

## Достопримечательности

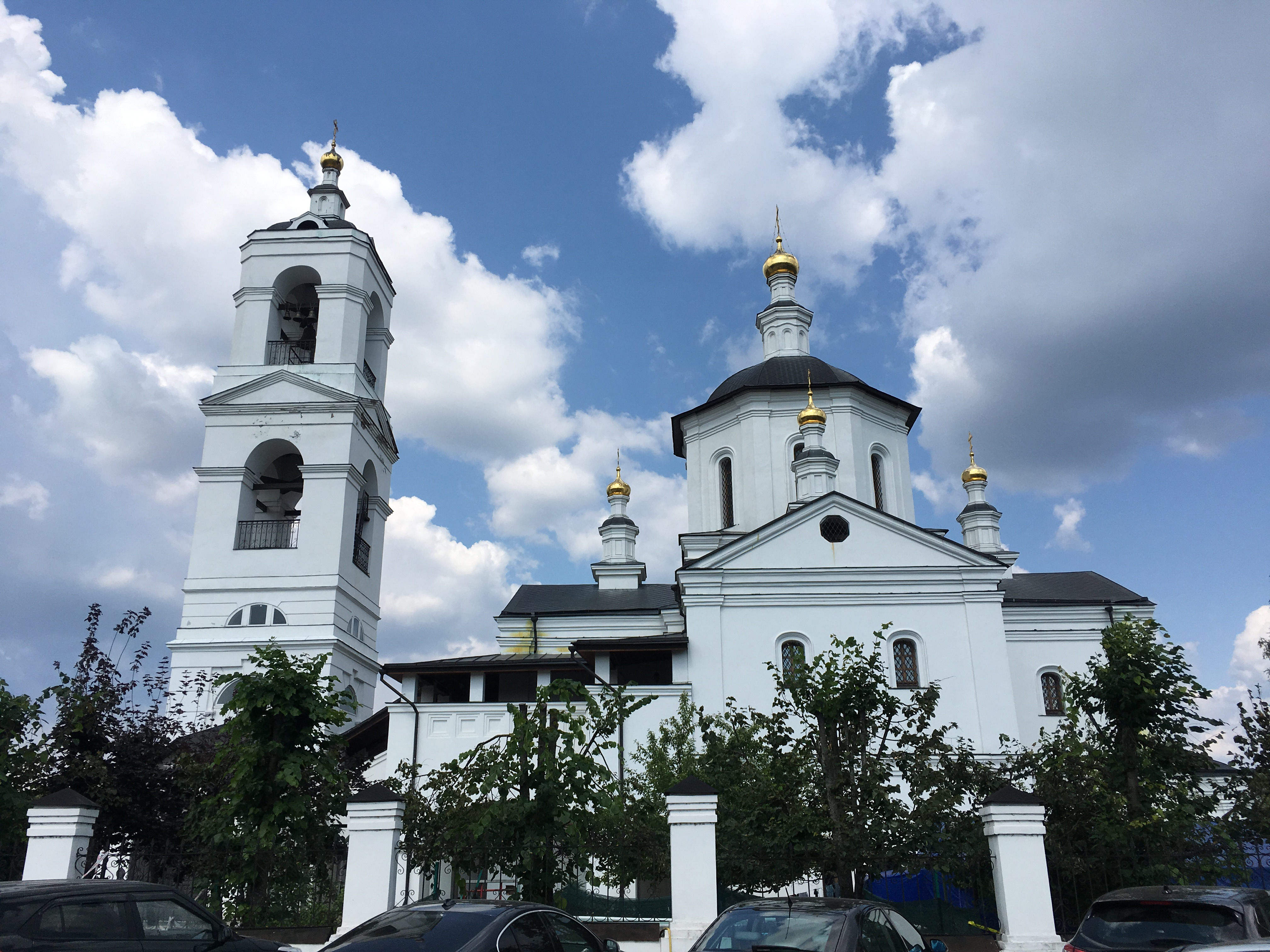
Церковь Троицы живоначальной в усадьбе Троицкое-Шереметьево

- Усадьба «Троицкое-Шереметьево» у пристани Троицкое, включающая церковь Пресвятой Троицы[21], церковную ограду и парк. Является памятником архитектуры федерального значения —  Объект культурного наследия № 5010289000№ 5010289000.
- Зона отдыха «Троицкое» площадью более 11 га с пляжем на живописном берегу Клязьминского водохранилища была организована для отдыха московских трудящихся во времена СССР. В 1993 году вместе со всеми постройками её перевели на баланс ООО автохозяйство «Лианозово» бизнесмена грузинского происхождения Гулико Харчилава. В 2003 году он заключил договор аренды земли на 49 лет, построил на ней гостиницы, несколько кафе и платные парковки, которые впоследствии стали приносить неплохой доход. Несколько лет взималась плата даже за вход, однако впоследствии она была отменена. В 2008 году зоной отдыха попытался завладеть заместитель префекта СВАО г. Москвы Иосиф Рейханов, однако это кончилось для чиновника уголовным делом, в 2011 году он был приговорен к 5-летнему условному тюремному сроку[22][23][24][25]. В 2013 году во время празднования свадьбы в отель «Арго» на пляже попала молния, что вызвало пожар. В 2016 году журнал «Афиша» отмечал, что «самая выдающееся деталь здесь — это два стационарных туалета с водопроводом и канализацией (на всех прочих обследованных нами пляжах санузлы в ужасающем состоянии)», «грусть наводит неказистая пластиковая башня и списанный корабль, именующий себя гостиницей „Багратиони“, — номера сдаются по цене трехзвездочного отеля в Москве»[26].
- Источник в честь Живоначальной Троицы, известный также как Троицкий источник. Родник с питьевой водой и сооруженные рядом часовня и купели РПЦ находятся в 1.7 км к югу от села[27].